# Rouziers-de-Touraine
 Rouziers-de-Touraine  es una población y comuna francesa, situada en la región de  Centro, departamento de Indre y Loira, en el distrito de Tours y cantón de Neuillé-Pont-Pierre.

## Demografía
| 552 | 503 | 541 | 630 | 756 | 1038 |
| Para los censos de 1962 a 1999 la población legal corresponde a la población sin duplicidades (Fuente: INSEE [Consultar]) |     |     |     |     |      |